# Philharmonisches Orchester Helsinki

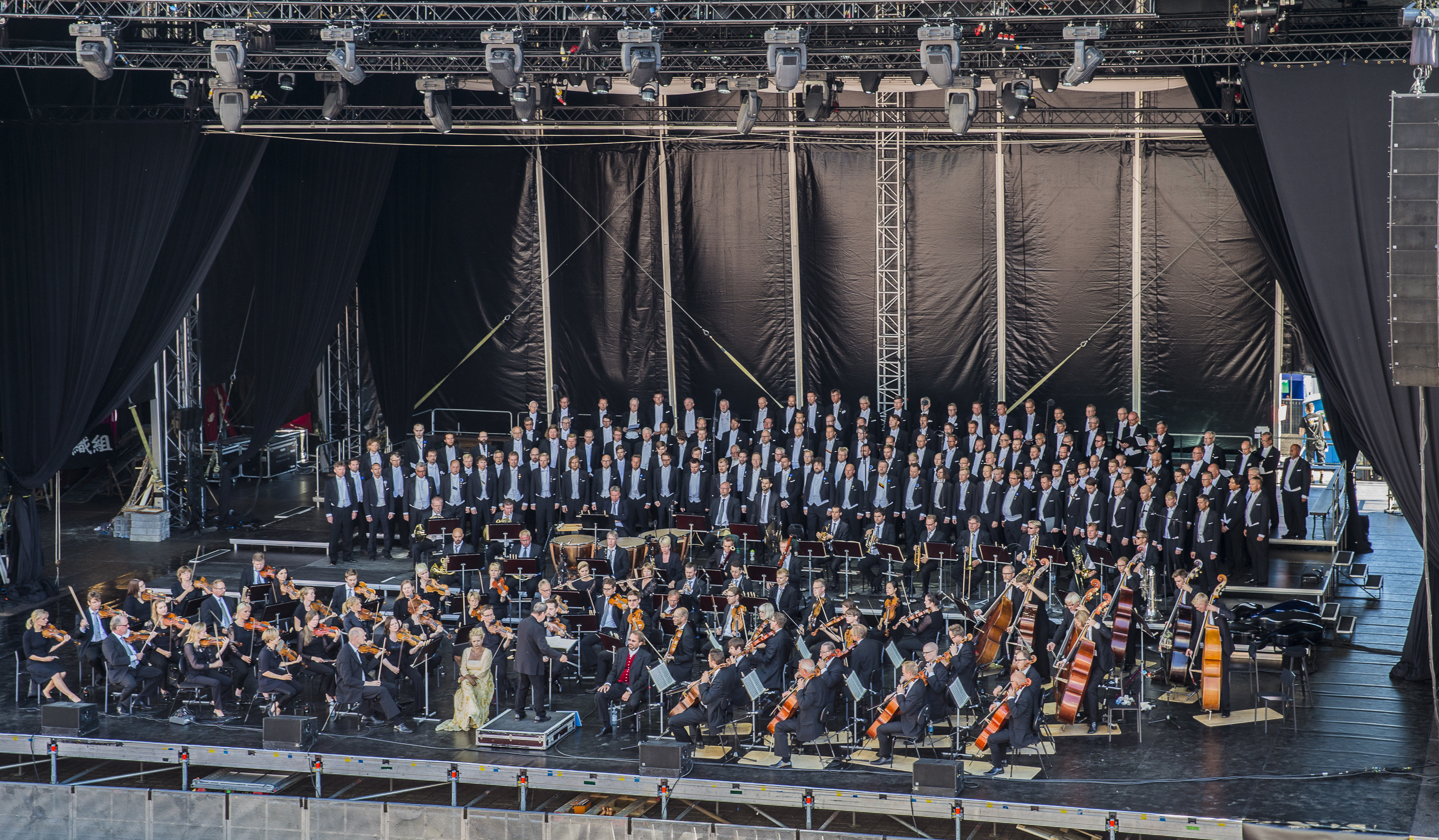
Philharmonisches Orchester Helsinki (2015)

Das Philharmonische Orchester Helsinki (finnisch: Helsingin kaupunginorkesteri, schwedisch: Helsingfors stadsorkester, englisch Helsinki Philharmonic Orchestra) ist ein finnisches Orchester in Helsinki. Seine Spielstätte ist das Helsinki Musik Center.

## Geschichte

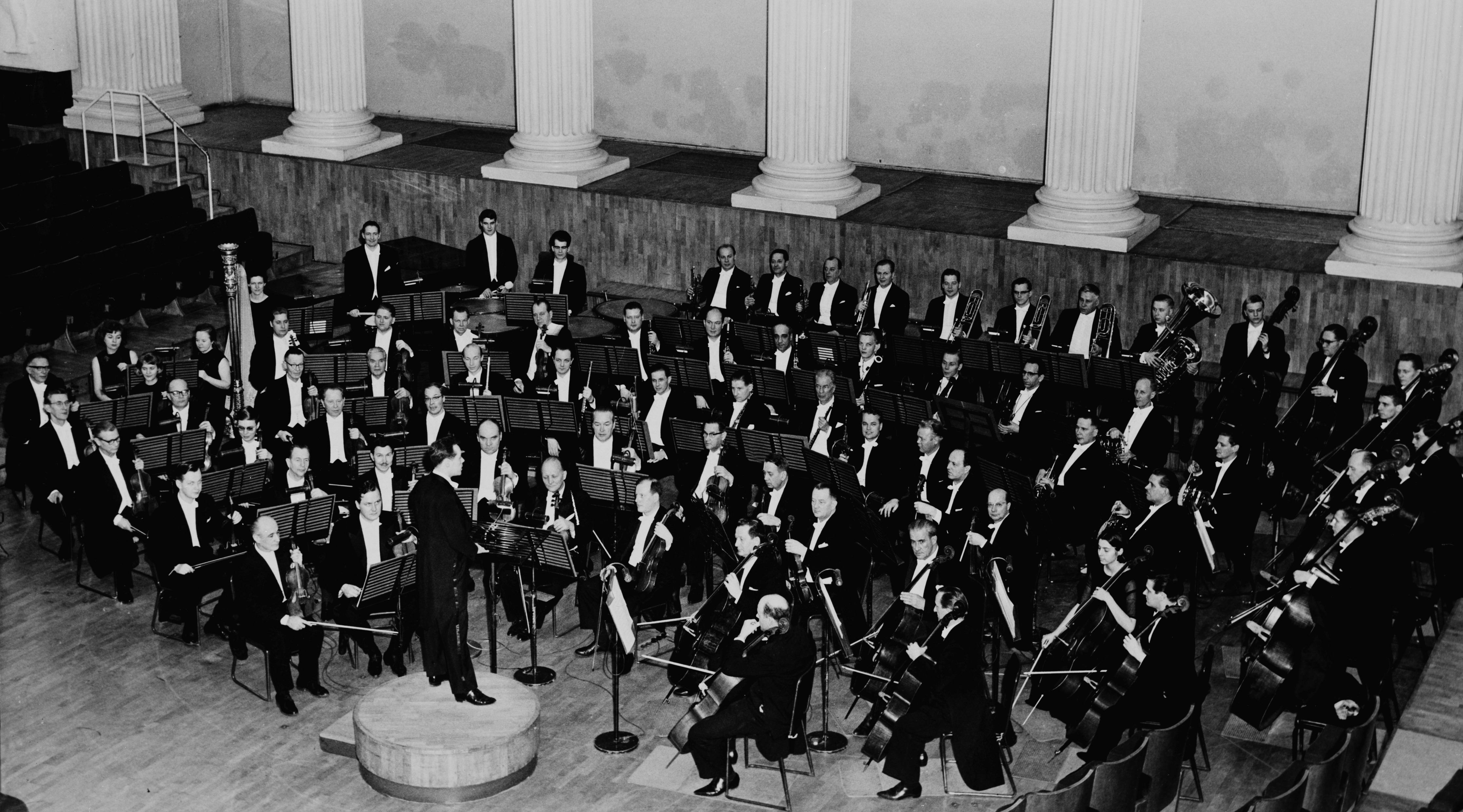
Das Orchester unter der Leitung von Jorma Panula (1965)

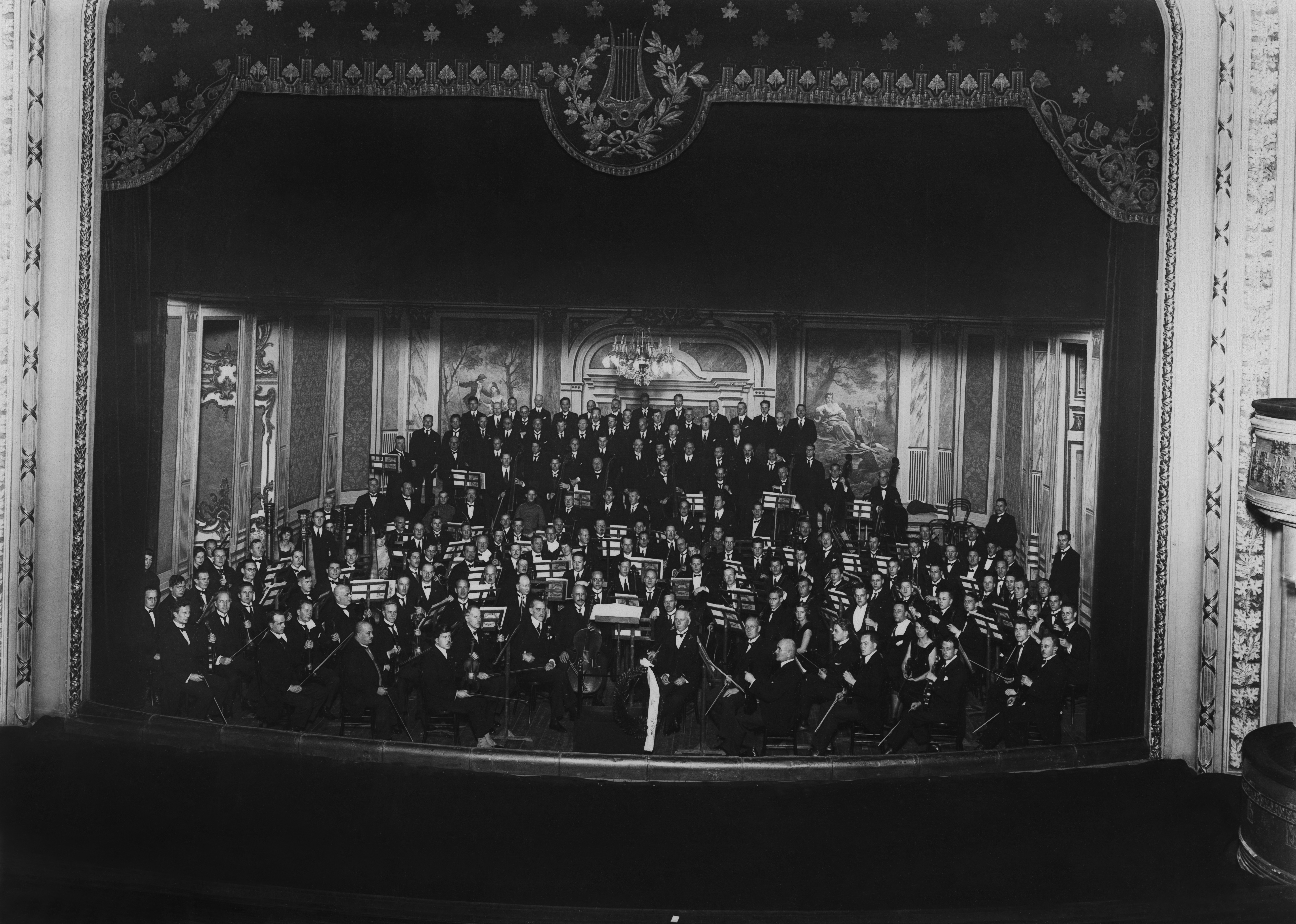
Philharmonisches Orchester Helsinki im Finnischen Nationaltheater (1926)

Mit der Unterstützung von zwei wohlhabenden Unternehmern, gründete Robert Kajanus 1882 die Helsinkier Orchester-Vereinigung und war 50 Jahre deren Musikdirektor. Es war das erste professionelle Sinfonieorchester in den skandinavischen Ländern und begann mit 36 Musikern. 1914 vereinigte es sich mit dem später gegründeten Helsinkier Symphonie-Orchester unter dem noch heute gültigen Namen Helsingin kaupunginorkesteri (Stadtsorchester Helsinki). Bis 1962 war es auch das Hausorchester der Finnischen Nationaloper. Im Laufe der Zeit wurde das Orchester auf über 100 Musiker aufgestockt.
Im Zeitraum zwischen 1892 und 1923 brachte das Orchester fast alle symphonischen Werke von Jean Sibelius unter dessen Leitung zur Uraufführung. Das Orchester absolviert international Konzertreisen und Tourneen, konzertierte zum Beispiel 1968 und 2023 in der New Yorker Carnegie Hall sowie in der Londoner Royal Albert Hall, im Wiener Konzerthaus oder im Kennedy Center in Washington.
Das Orchester engagiert sich neben dem klassischen Repertoire auch besonders für die Veröffentlichung von Werken zeitgenössische Komponisten.
Leif Segerstam, der das Orchester von 1995 bis 2007 als Chefdirigent leitete, erhielt den Ehrentitel Emeritierter Chefdirigent des Orchesters.
Das Orchester bespielte kommerzielle Tonträger vor allen Dingen für die Labels Ondine und Finlandia aber auch einige Einspielungen für EMI, Warner und die Deutsche Grammophon. Das Philharmonische Orchester Helsinki war das erste Orchester, das im November 2011 Fragmente der 8. Sinfonie von Jean Sibelius auf Tonträger einspielte.

## Chefdirigenten
- Robert Kajanus (1882–1932)
- Georg Schnéevoigt (1914–1916; 1932–1940)
- Armas Järnefelt (1942–1943)
- Martti Similä (1945–1951)
- Tauno Hannikainen (1951–1963)
- Jorma Panula (1965–1972)
- Paavo Berglund (1975–1979)
- Ulf Söderblom (1978–1979)
- Okko Kamu (1981–1988)
- Sergiu Comissiona (1990–1993)
- Leif Segerstam (1995–2007)
- John Storgårds (2008–2015)
- Susanna Mälkki (2016–2023)
- Jukka-Pekka Saraste (ab 2023)[10]